# Heteroconger hassi
Heteroconger hassi è una specie di pesce appartenente alla famiglia Congridae.

## Descrizione
L'animale può raggiungere una lunghezza massima di circa 40 cm e un diametro di circa 14 mm. Può arrivare a pesare fino a circa 2 kg.
Il corpo è di forma allungata e ricoperto lungo il dorso da piccole appendici flessibili. È inoltre dotato di una piccola pinna pettorale. 
La colorazione può variare tra i vari individui ma sono sempre presenti delle macchie nere che caratterizzano la specie.

## Habitat
Questa specie vive in acqua salata ed è diffusa nell'Oceano Indiano e nell'Oceano Pacifico, il suo habitat è il fondale marino sabbioso in prossimità della barriera corallina a profondità comprese tra i 5 e i 50 metri. Spesso vive in colonie composte da diversi esemplari.